# Hiperglucèmia
La hiperglucèmia (o hiperglicèmia) és la glucèmia anormalment alta. És la troballa bàsica en tots els tipus de diabetis mellitus, quan no està controlada o en els seus inicis. El terme oposat és hipoglucèmia.
La hiperglucèmia i la resistència a la insulina tenen efectes sobre l'evolució dels pacients: disminueixen la resistència a la infecció, afavorint la sobre-infecció per bacteris gramnegatius i per  fongs, afavoreixen l'aparició de polineuropatia i de disfunció multiorgànica i, en definitiva, incrementen la taxa bruta de mortalitat dels pacients.

## Aplicació
El fenomen de l'alba és l'estat hiperglucèmica registrat al matí, no associat a hipoglucèmia com passa amb l'efecte Somogyi. En aquest cas la hiperglucèmia és deguda a l'increment en els nivells d'hormona del creixement els polsos de secreció tenen lloc a la matinada. A la majoria dels pacients diabètics no calen grans canvis en les dosis d'insulina nocturna.
El diagnòstic de la diabetis tipus 1, i també tipus 2, es veu molt facilitat actualment amb els mètodes bioquímics de determinació de glucèmia basal i hemoglobina glicosilada.